# 西川秀人
西川 秀人（にしかわ ひでと）は日本のピアニスト、音楽教育者。

## 経歴
5歳よりピアノを始め、長岡敏夫、伊達純に師事。
1976年（昭和51年）東京藝術大学音楽学部卒業。同大学院修士課程を修了し、イタリアに留学。国立ローマ・サンタチェチーリア音楽院でヴィンツェンツォ・ヴィターレ、レンツォ・シルヴェストリに師事。同音楽院卒業。
第7回セニガッリア国際ピアノコンクールで第1位入賞。その後ローマを始めイタリア各地でリサイタルを開催。
帰国後も東京でのリサイタルをはじめ、NHK-FMの録音、オーケストラとの共演、室内楽及び声楽、合唱のピアノ奏者を務める等、多方面に亘って活動を行っている。1983年（昭和58年）東西四大学合唱演奏会における小林研一郎の指揮による早稲田大学グリークラブの『繩文』は名演として知られる。1991年（平成3年） - 1994年（平成6年）慶應義塾ワグネル・ソサィエティー男声合唱団の伴奏ピアニスト。1994年（平成6年）荻久保和明指揮東京六大学合唱連盟定期演奏会合同演奏の伴奏ピアニストを務めている。
1984年（昭和59年）より2014年（平成26年）までの29年間、東京藝術大学の講師として、また愛知県立芸術大学に於いては1993年（平成5年）以来、優秀なピアニスト、教育者の育成に力を注ぐ。
現在、愛知県立芸術大学講師、東京音楽大学講師。名古屋音楽学校ピアノ科受験特別研究コース講師。
門下生は非常に多数にのぼり、梅田智也、梅元実咲、増井純奈、鈴木美穂、近藤花加、森下真衣、安部可菜子、淺香みのり、佐久間由光、石井琢磨、佐々木陽子、阪田知樹、小池真衣、官尾美保、田中美穂、川﨑尚子、天野初菜、榎本詩帆、秋山ちひろ、梨本卓幹、山口茉莉子、井上莉那、前田陽一朗、佐藤夏美、仲村真貴子、水野彰子、小蔦寛二、宮下朋樹、嶌村直嗣、川地咲由里、渡邊友香里、馬場恭子、山下緋奈子、伊藤優里、今泉香織、神野すなほ、菰田帆乃香、内﨑章太、伊藤香紀、石郷岡節子、石井琢磨、滿田俊彦、小林清佳、金沢昭奈、斎藤綾、入佐弥生、福田眞弓、村井美月、西岡雄太、東浦亜希子、 濵﨑優里などがいる。